# Baldred (Wessex)
Baldred (auch Balddrede, Baldredus, Balred, Baltred; fl. 681–693) war im ausgehenden 7. Jahrhundert ein Unterkönig im Norden des angelsächsischen Königreiches Wessex.

## Leben
Baldred ist neben einer Nennung in den Epistulae (Briefen) Aldhelms nur durch Urkunden bekannt. Er stammte aus dem Haus Wessex.
Im Jahr 675 unterzeichnete ein Baldred eine Charta von Osric (Hwicce). Baldreds Verwandter Centwine (676–685) bestieg 676 als Nachfolger von Æscwine (674–676) den Thron. Beda zufolge, der Centwine jedoch nicht namentlich erwähnte, ist die Wiedervereinigung des in Unterkönigreiche zerfallenen Königreiches in Centwines Regierungszeit gefallen. In diesem Zusammenhang ist wohl auch die Verbannung seines Nachfolgers Caedwalla zu sehen. Baldred scheint weiterhin als subregulus (Unterkönig) in Nordsomerset und Wiltshire in einer deutlich untergeordneten Position geherrscht zu haben, während Cissa (fl.?-699?) „zur Zeit Centwines“ als regulus (Kleinkönig) in Wiltshire und Teilen von Berkshire geherrscht haben soll. Eine Landschenkung Baldreds aus dem Jahr 681 an Abt Hæmgils von Glastonbury Abbey und die Church of Our Lady and St Patrick in Glastonbury blieb in einer Kopie aus dem 10. Jahrhundert erhalten. Im Jahr 688 tauschten Baldred und Abt Aldhelm von Malmesbury Ländereien nördlich des Flusses Avon. Baldred übergab Stercanlei (Startley Farm in Great Somerford, Wilts.) und Gebiete bei Cnebbanburg gegen ein Gebiet bei Braydon, Wilts.
Eine gefälschte Charta Cuthreds (740–756) bestätigt die Landübertragung vorheriger Könige an Glastonbury Abbey. Baldreds Name wird dabei zwischen Centwine und Caedwalla (685–688) genannt. Zu Beginn der Herrschaft von König Ine (688–726) ist Baldred wieder in Somerset und Wiltshire belegt. Eine von Baldred mitunterzeichnete Charta aus dem Jahr 693 beurkundet eine Landschenkung König Ines an Hæmgils, den Abt von Glastonbury Abbey. Um etwa 700 verschwand das westsächsische Unterkönigtum aus den Quellen. Eine gefälschte Charta Ines aus dem Jahr 725 bestätigt eine Landübertragung Baldreds an Glastonbury Abbey.